# تپه شیخ نوروز چنانی
تپه شیخ نوروز چنانی مربوط به هزاره سوم قبل از میلاد است و در شهرستان دهلران، بخش موسیان، دهستان دشت عباس، روستای حمزه واقع شده و این اثر در تاریخ ۱۵ دی ۱۳۸۷ با شمارهٔ ثبت ۲۴۰۳۱ به‌عنوان یکی از آثار ملی ایران به ثبت رسیده است.